# Guerra Franco-Marroquina

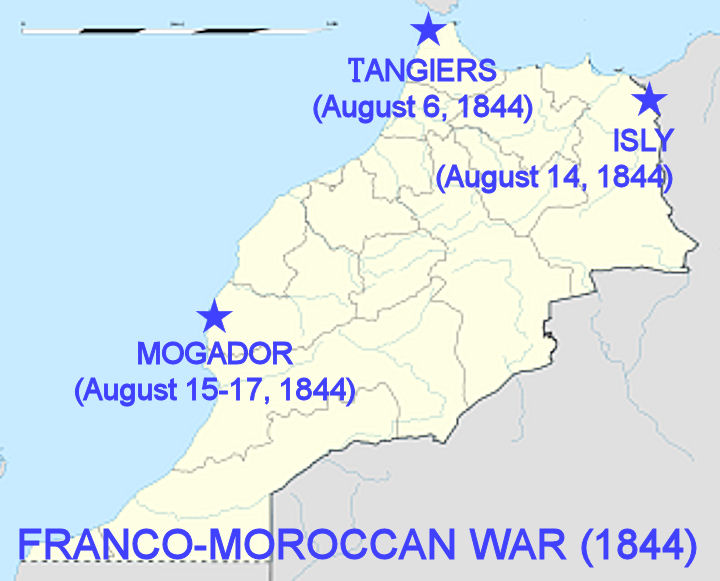
Teatro da Primeira Guerra Franco-Marroquina (1844).

A Guerra Franco-Marroquina foi travada entre a França e Marrocos em 1844. A principal causa da guerra foi a retirada do líder da resistência Argelina Abdul-Qadir para Marrocos após vitórias francesas sobre muitos dos seus apoiantes tribais durante a Conquista francesa da Argélia.

## Prelúdio
Abdul-Qadir tinha começado a usar o nordeste do Marrocos como refúgio e base de recrutamento já em 1840, e os movimentos militares Franceses contra ele aumentaram as tensões fronteiriças na época. A França fez repetidas exigências diplomáticas ao sultão Abd al-Rahman para parar o apoio marroquino a Abdul-Qadir, mas as divisões políticas dentro do sultanato tornaram isso virtualmente impossível.
As tensões aumentaram em 1843, quando forças Francesas perseguiram uma coluna de simpatizantes de Abdul-Qadir no interior de Marrocos. Esses homens incluíam membros da tribo Alawī de Marrocos, e as autoridades Francesas interpretaram as suas ações como uma declaração de guerra de fato. Embora não tenham agido imediatamente, as autoridades militares Francesas ameaçaram marchar para o sultanato se o apoio a Abdul-Qadir não fosse retirado, e a fronteira entre a Argélia e Marrocos devidamente demarcada para que defesas contra incursões futuras pudessem ser estabelecidas.
No início de 1844, as tropas Francesas tinham construído uma fortificação em Lalla-Maghnia, o local de um santuário Muçulmano perto de Oujda, e claramente não dentro do território tradicionalmente reivindicado pela Regência Otomana da Argélia. Uma tentativa de desalojar essas tropas pacificamente no final de maio de 1844 fracassou quando os combatentes tribais de Alawī atiraram nos Franceses e acabaram sendo levados de volta para Oujda. Rumores em torno deste incidente (incluindo relatos de que o santuário havia sido contaminado e que tropas Francesas entraram em Oujda e enforcaram o governador) inflamaram as chamas da jihad em Marrocos. Entre a escalada de tropas e escaramuças na área de fronteira, o Marechal Francês Thomas Robert Bugeaud insistiu que a fronteira fosse demarcada ao longo do Rio Muluwiya, uma posição mais a oeste do que o Rio Tafna, que Marrocos considerava ser a fronteira.

## Campanha Militar

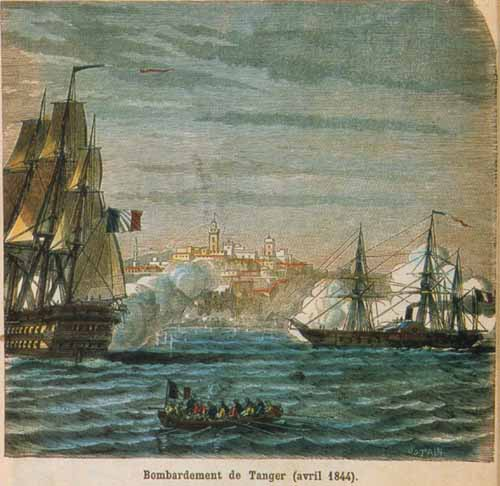
Bombardeio de Tânger, gravura de N.E. Sotain.

A guerra começou em 6 de Agosto de 1844, quando uma frota Francesa sob o comando do  Príncipe de Joinville realizou um bombardeio naval da cidade de Tânger. O conflito atingiu o pico em 14 de Agosto de 1844 na Batalha de Isly, que aconteceu perto de Oujda. Uma grande força Marroquina liderada pelo filho do sultão Sīdī Mohammed foi derrotada por uma pequena força real Francesa sob o comando do Marechal Bugeaud.

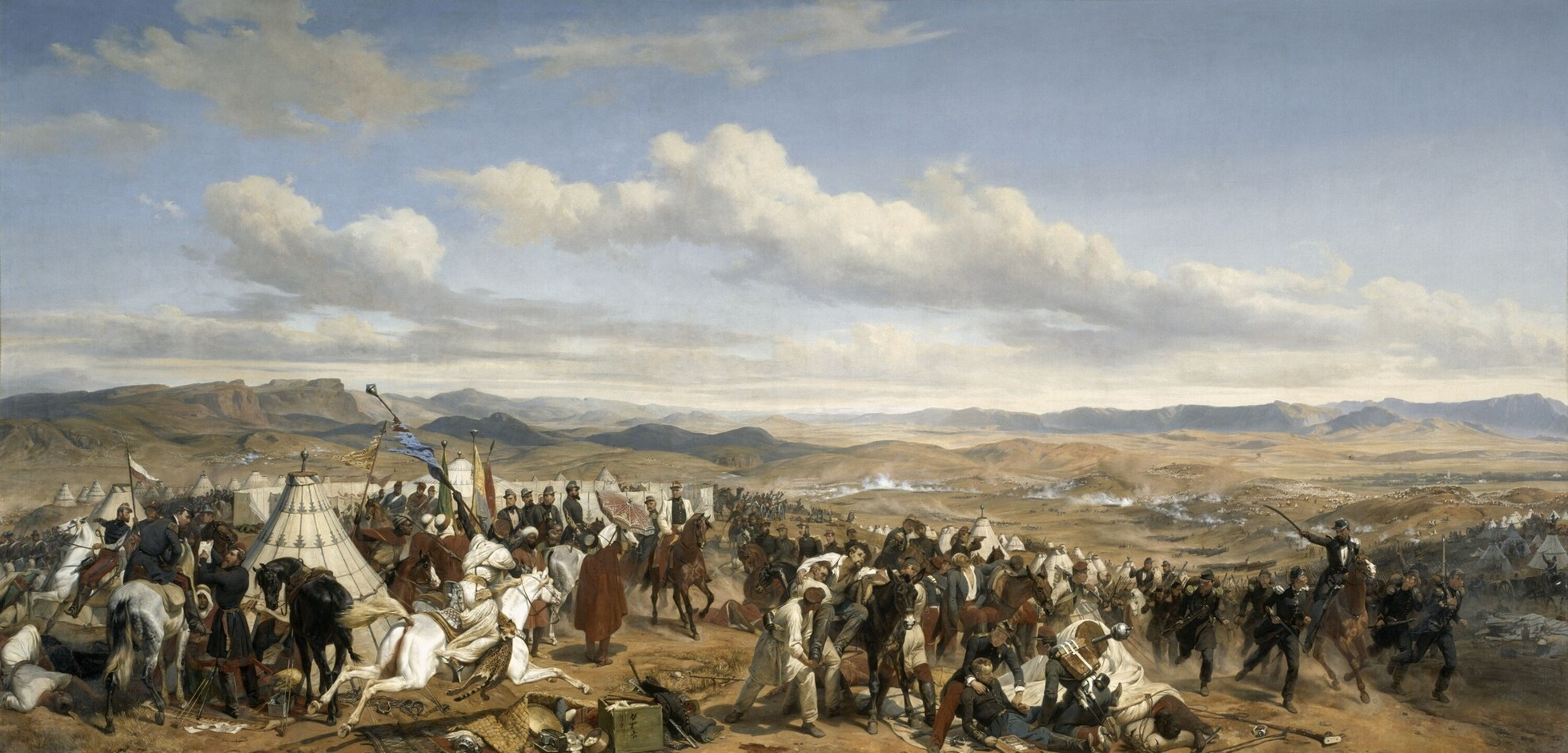
Batalha de Isly, pintura a óleo por Horace Vernet.

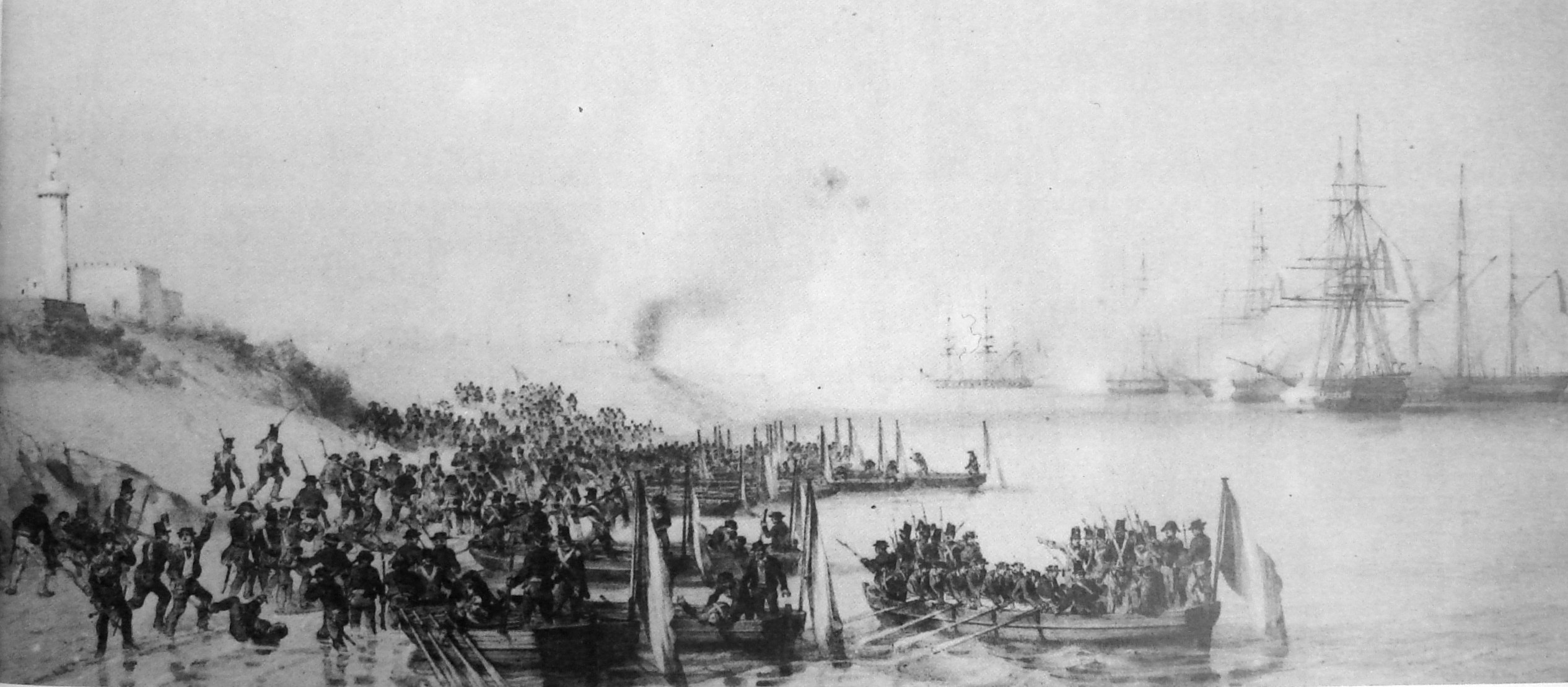
Bombardeio de Mogador: Tropas francesas desembarcando na ilha de Mogador, na baia de Essaouira em 1844.

Essaouira, o principal porto de comércio de Marrocos no Atlântico, foi atacado no Bombardeio de Mogador e ocupado brevemente por Joinville em 16 de Agosto de 1844.

## Tratado de Tânger
A guerra foi formalmente encerrada em 10 de Setembro de 1844,  com a assinatura do Tratado de Tânger, no qual Marrocos concordou em prender e banir Abdul-Qadir, reduzir o tamanho de sua guarnição em Oujda e estabelecer uma comissão para demarcar a fronteira. (A fronteira, que é essencialmente a fronteira moderna entre Marrocos e a Argélia, foi acordada no Tratado de Lalla Maghnia.)
O acordo do sultão Abd al-Rahman a esses termos, que equivalia a uma capitulação às exigências Francesas, lançou Marrocos no caos, com Alawī e outras áreas tribais ameaçando a secessão em apoio a Abdul-Qadir, e pedindo em alguns círculos para al-Rahman ser deposto em favor de Abdul-Qadir. O sultão e seus filhos eventualmente retomaram o controle do sultanato e conseguiram marginalizar os pedidos de jihad de Abdul-Qadir apontando que sem o seu apoio, Abdul-Qadir não era um mujahid, ou um guerreiro sagrado, mas apenas um mufsid, ou rebelde. Em 1847, as forças do sultão estavam numa jihad contra Abdul-Qadir, que se entregou às forças Francesas em Dezembro de 1847.

## Ligações Externas
- Cronologia: A Monarquia de Julho 1830 - 1848
- Banco de Dados de Eventos sobre Conflito Armado: Guerra Franco-Marroquina 124 B.C. - 1912 A.D.